# Dewailiduruke Hesakezu Xiang
Dewailiduruke Hesakezu Xiang (kinesiska: 德外里都如克哈萨克族乡, 德外里都如克哈萨克族) är en socken i Kina. Den ligger i den autonoma regionen Xinjiang, i den nordvästra delen av landet, omkring 440 kilometer öster om regionhuvudstaden Ürümqi.
Genomsnittlig årsnederbörd är 141 millimeter. Den regnigaste månaden är juni, med i genomsnitt 46 mm nederbörd, och den torraste är januari, med 2 mm nederbörd.